# Chris Drury
Christopher Ellis Drury, detto Chris (Trumbull, 20 agosto 1976), è un ex hockeista su ghiaccio statunitense.

## Palmarès

### Olimpiadi
- Argento a Salt Lake City 2002.
- Argento a Vancouver 2010.

### Mondiali
- Bronzo a Praga 2004.